# Susanna Foster
Susanna Foster, geb. Susanna DeLee Flanders Larson, (Chicago, 6 december 1924 - Englewood (New Jersey), 17 januari 2009) was een Amerikaanse filmactrice.
Zij startte haar zang- en acteerloopbaan toen zij 12 jaar was. Haar filmdebuut volgde in 1939. Zij werd vooral bekend door de film The Phantom of the Opera uit 1943. In 1945 trok zij zich terug als actrice. 47 jaar later, in 1992 had zij een korte comeback met de film Detour. Susanna Foster was van 1948 tot 1956 gehuwd met de acteur Wilbur Evans. Het paar kreeg twee zoons.